# Cryptopimpla henanensis
Cryptopimpla henanensis är en stekelart som beskrevs av Mao-Ling Sheng 2005. Cryptopimpla henanensis ingår i släktet Cryptopimpla och familjen brokparasitsteklar. Inga underarter finns listade i Catalogue of Life.